# Maler der Nikosia-Olpe
Maler der Nikosia-Olpe auch Maler der Olpe von Nikosia ist der Notname eines attischen Vasenmalers in der Spätphase der schwarzfigurigen Vasenmalerei.
Der Maler der Nikosia-Olpe war im späten 6. Jahrhundert v. Chr. aktiv. Er steht dem Geister-Maler nahe und verziert wie dieser besonders gern Lekythen der Sub-Deianeira-Form und Schulterlekythen sowie Schalen. Seine Schalen des Typus B gehören zum Spätwerk und stammen aus der Zeit um das Jahr 500 v. Chr. Seine Schalen dekoriert er mit einem schwarzen Streifen über der Henkelzone, was zwar dem Dekorationsschema von Bandschalen entspricht, doch hatten seine Typ-B-Schalen ein anderes Profil.